# Hachiōji, Tokyo
Hachiōji (八王子市 (Bát Vương Tử thị) Hachiōji-shi) là một thành phố thuộc Tokyo, Nhật Bản, cách trung tâm các khu đặc biệt của Tokyo 40 km về phía tây.

## Địa lý
Đến năm 2010, thành phố có dân số ước tính là 576.140 và mật độ dân số là 3.090 người/km². Tổng diện tích là 186,31 km². Đây là thành phố lớn thứ tám trong Đại vùng Tokyo. Thành phố được bao bọc ba phía bởi núi, tạo thành lưu vực sông Hachiōji mở ra hướng về phía đông theo hướng của Tokyo. Những dãy núi ở phía tây nam bao gồm núi Takao (599m) và núi Jinba (857m), là hai điểm du lịch leo núi phổ biến mà có thể đến bằng xe lửa và xe buýt. Thành phố có hai đường quốc lộ đi qua, 16 (nối Kawagoe ở phía bắc với Yokohama ở phía nam) và 20.

## Sự hấp dẫn

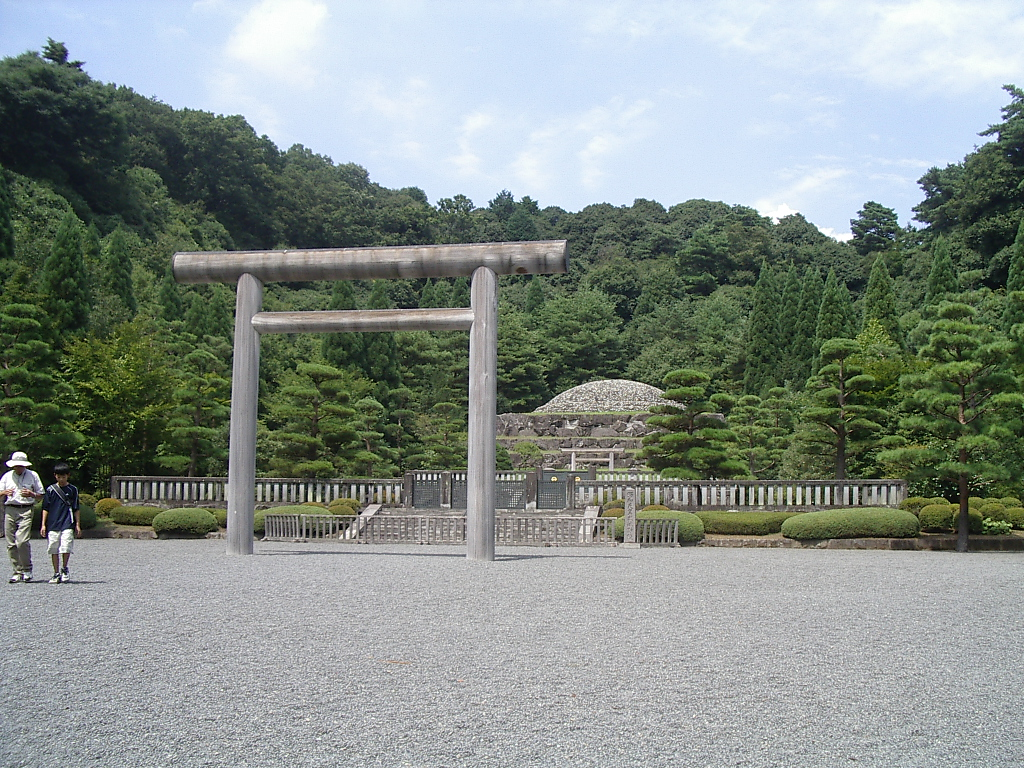
Lăng mộ Thiên hoàng Chiêu Hòa

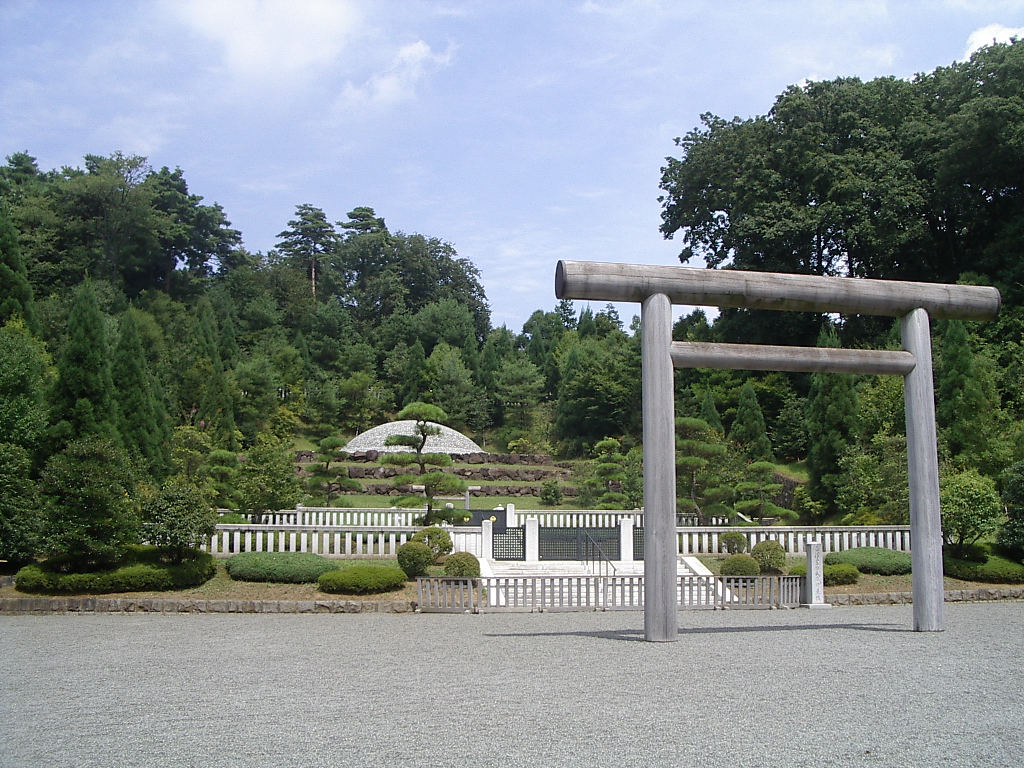
Lăng mộ Thiên hoàng Đại Chính

Hachiōji trải dài trên một vùng rộng lớn, kết hợp các khu vực khác nhau như trung tâm thành phố đông dân cư và khu mua sắm với những khu dân cư nông thôn ở phía tây. Núi Takao (599m) là một điểm đến leo núi rất phổ biến ở phía tây nam. Núi Jinba (855 m) khó khăn hơn để tiếp cận, đòi hỏi một giờ đi xe buýt từ trung tâm thành phố.
Là nơi chôn cất nhiều vị Thiên hoàng Nhật Bản như Đại Chính, Chiêu Hòa... Hachiōji được gọi là Đa Ma Ngự Lăng (多摩御陵;Tama Goryō)